# Fiedosiejewcy
Fiedosiejewcy, także wspólnota teodozjańska – jeden z odłamów staroobrzędowców-bezpopowców, jaki uformował się w Rosji pod koniec XVII w. Głównym twórcą doktryny fiedosiejewskiej był Fieodosij Wasiljew, od imienia którego cała wspólnota przybrała swoją nazwę.

## Historia
W końcu XVII w., we względnie jednorodnym dotąd ruchu staroobrzędowym doszło do podziału na tle stosunku do kapłaństwa i hierarchii kościelnej. W związku z wymarciem kapłanów wyświęconych przed nieuznaną przez starowierców reformą liturgiczną patriarchy moskiewskiego i całej Rusi Nikona zabrakło duchownych, którzy mogliby sprawować posługę kapłańską we wspólnotach staroobrzędowych. W tej sytuacji część starowierców zliberalizowała swoje wymagania wobec kandydatów na duchownych swojego wyznania, druga zaś grupa uznała, że prawdziwe kapłaństwo przestało istnieć i odtąd jedynie Jezus Chrystus jest mistycznym przewodnikiem prawdziwych chrześcijan. W ten sposób powstały dwa, nieuznające siebie nawzajem nurty ruchu staroobrzędowego: popowcy i bezpopowcy.
W 1692 i 1694 w Nowogrodzie miały miejsce dwa zjazdy staroobrzędowców, zdominowane przez bezpopowców - kategorycznie odrzuciły one możliwość wyświęcania duchownych. Uczestnikiem obydwu soborów był Fieodosij Wasiljew, który głosząc idee bezpopowców na ziemi nowogrodzkiej i pskowskiej stał się następnie faktycznym twórcą nurtu fiedosiejewców. W 1706, po wizycie Wasiljewa w Pustelni Wygowskiej, najważniejszym ośrodku staroobrzędowym w północnej Rosji, doszło do rozłamu wśród bezpopowców, po którym zwolennicy nauki Wasiljewa zerwali kontakty ze wspólnotą zgromadzoną wokół pustelni (tzw. pomorcami).
Od 1771 głównym ośrodkiem fiedosiejewców był tzw. Cmentarz Przemienienia Pańskiego w Moskwie – kompleks obiektów mieszkalnych, sakralnych i gospodarczych ufundowany przez kupca Ilję Kawylina. Obiekt ten został skonfiskowany i zamknięty na mocy ukazu cara Mikołaja I Romanowa z 1853 i wrócił do fiedosiejewców dopiero po wydaniu w 1905 aktu tolerancyjnego. W związku z prześladowaniami prowadzonymi przez Mikołaja I część fiedosiejewców formalnie przeszła do Rosyjskiego Kościoła Prawosławnego, z prawem zachowania tradycyjnych obrzędów (jednowiercy).

## Doktryna
Fiedosiejewcy głosili skrajny ascetyzm, wszelkie formy współżycia płciowego uznając za grzech równy nierządowi, nie uznając sakramentu małżeństwa udzielonego w Cerkwi. Pary małżeńskie, które zgłaszały się do wspólnot fiedosiejewskich, mogły nadal zamieszkiwać razem, wspólnie spożywać posiłki i modlić się, lecz były zobowiązywane do całkowitej czystości. Od innych grup bezpopowców fiedosiejewców odróżniał także stosunek do żywności wytworzonej poza wspólnotą (w ich ocenie wymagała ona oczyszczenia przez modlitwę z pokłonami) i nieuznawanie krzyży innych niż te z inskrypcją INCI (cs. Isus 'Nazaren Car' Iudiejskij).
W pozostałych kwestiach (bezwarunkowe zachowywanie obrzędów sprzed reformy Nikona, szacunek dla stanu mniszego, zalecenie ograniczania kontaktów z osobami innego wyznania) nauka fiedosiejewska nie różniła się od stanowiska wszystkich staroobrzędowców.